# Непряхин, Андрей Анатольевич
Андре́й Анато́льевич Непря́хин (8 мая 1964, Тарту, Тартуский район, ЭССР, СССР — 9 марта 2021, Москва, Россия) — гвардии подполковник ВС РФ, участник Первой чеченской войны и Второй чеченской войны, Герой Российской Федерации (2000). Заместитель командира батальона 45-го отдельного разведывательного полка ВДВ.

## Биография
Родился 8 мая 1964 года в городе Тарту Эстонской ССР. Русский. Окончил математическую специальную школу.
В августе 1981 года поступил на службу в Вооружённые силы, в Рязанское высшее воздушно-десантное командное училище, которое окончил в 1985 году.
Проходил службу в должностях командира парашютно-десантного взвода, заместителя командира роты огневой поддержки 3-го батальона (РОП-3) и командира парашютно-десантной роты в составе 387-го гвардейского парашютно-десантного полка, дислоцированного в городе Фергане Узбекской ССР и готовившего специалистов для боевых действий в составе ограниченного контингента советских войск в Афганистане.
- В 1992 году — начальник штаба 796-го отдельного батальона связи 105-й гвардейской воздушно-десантной дивизии, после — командир батальона 387-го гвардейского парашютно-десантного полка.
- С 1993 года — начальник оперативного отделения, а затем заместитель командира 218-го отдельного батальона специального назначения.
- В 1994—1996 годах — участник первой чеченской войны, в составе 218-го отдельного батальона 18-го отряда специального назначения штурмовал Грозный в январе 1995 года.
- 29 апреля 1998 года уволен из Вооружённых Сил РФ «в связи с организационно-штатными мероприятиями», работал замом начальника управления в службе безопасности коммерческой структуры.
- В конце 1999 года с началом второй чеченской войны обратился к командованию ВДВ с просьбой вернуть его на службу, приказом командующего ВДВ от 15 ноября 1999 года назначен на должность заместителя командира батальона специального назначения в 45-й отдельный разведывательный полк ВДВ.
- 8 декабря 1999 года начал участие в боевых действиях в Дагестане. За декабрь 1999 года во главе разведгруппы совершил три разведвыхода, группой уничтожено четыре автомашины с нефтепродуктами и более тридцати боевиков.
- В ночь с 24 на 25 декабря в рамках решения боевой задачи (разведать силы противника в районе высоты 1037,0 севернее населенного пункта Зандак) применил военную хитрость — приказал артиллерии обстрелять высоту, зная, что боевики обычно покидают свои позиции и возвращаются на них через пару часов после прекращения огня. Сразу после обстрела разведгруппа взобралась на гору, обнаружив замаскированные и хорошо оборудованные (гаубица Д-30, гранатомет, десяток фугасов, установленных на подступах) позиции. При возвращении боевиков группа вступила в бой, Непряхин был ранен автоматной очередью в живот, подчиненные оказали ему медицинскую помощь. Группа не могла долго сдерживать численно превосходящий отряд боевиков, и Непряхин по рации вызвал огонь артиллерии на себя, но из четырёхчасового боя группа вышла, не имея погибших. Непряхин был без сознания эвакуирован в полевой госпиталь, оттуда в Буйнакск, потом в Москву, где перенёс несколько тяжёлых операций.

Указом Президента Российской Федерации от 12 апреля 2000 года за мужество и героизм, проявленные при выполнении воинского долга в Северо-Кавказском регионе, гвардии подполковнику Непряхину Андрею Анатольевичу присвоено звание Героя Российской Федерации с вручением медали «Золотая звезда» (№ 628).
В 2000 году уволен в запас, жил в Москве. Окончил Российскую академию государственной службы при Президенте Российской Федерации. Руководил НОУ «Вымпел-Центр».
Скончался 9 марта 2021 года. Похоронен на «Пантеоне защитников Отечества».
Награждён орденом Мужества, медалью «За отвагу», другими медалями СССР и РФ.